# Cantón de Montsûrs
El cantón de Montsûrs era una división administrativa francesa, que estaba situada en el departamento de Mayenne y la región de Países del Loira.

## Composición
El cantón estaba formado por nueve comunas:
- Brée
- La Chapelle-Rainsouin
- Deux-Évailles
- Gesnes
- Montourtier
- Montsûrs
- Saint-Céneré
- Saint-Ouën-des-Vallons
- Soulgé-sur-Ouette

## Supresión del cantón de Montsûrs
En aplicación del Decreto nº 2014-209 de 21 de febrero de 2014, el cantón de Montsûrs fue suprimido el 22 de marzo de 2015 y sus 9 comunas pasaron a formar parte; cinco del nuevo cantón de Évron, tres del nuevo cantón de Meslay-du-Maine y una del nuevo cantón de L'Huisserie.